# David Bigas Vargas
David Bigas Vargas   (Peralada, 19 de juny de 1994) és un futbolista català que exerceix com a lateral esquerre a la UE Llagostera.
La carrera esportiva de David Bigas comença al planter del CF Peralada, als 12 anys es va incorporar a la del Girona FC arribant a debutar amb el primer equip el 9 de setembre de 2014 substituint a Christian Alfonso, en un partit de Copa del Rei contra el CD Tenerife El 26 de març de 2015 és cedit a la UE Sant Andreu de la Segona Divisió B fins a final de temporada, sent recuperat una vegada acabada el campionat, per tornar a ser cedit per una temporada, aquesta vegada al CE L'Hospitalet, rescindint contracte amb el club i fitxant per la UE Olot. Actualment pertany al primer equip de la UE Llagostera.